# 掸族
掸族（撣語發音：[táj]；[ʃán lùmjó]）一般是指緬甸掸邦的壮侗语族群，語言屬於壯侗語系壯傣語支底下的泰語支，自称“傣”。“掸”是緬族對他們的稱呼，可能是暹一词的讹传。“掸”指的是缅甸境内的泰老民族，英治缅甸时期，英国曾将Shan一词指称所有泰老民族（包括老挝、泰国和中国云南）。掸族缅甸曼德勒省、克钦邦与克倫邦也有，估計人數約600萬。狭义的掸族指的是大傣（傣亞〔Tai〕或傣隆〔Tai Long〕）。
按照自称的不同可以分为五个主要分支：
- 大傣（傣耶〔Tai Yai〕或傣隆〔Tai Long〕），又包括傣卯（毛掸，一部分傣那自称），即狭义的掸族，说掸语。人口600余万。
- 傣那，说傣那语。在掸邦有10万人，更多的傣那生活在云南德宏傣族景颇族自治州。与傣耶最接近的支系。
- 傣仂，说傣仂语。在掸邦有20余万人，更多的傣仂生活在泰国北部、云南西双版纳傣族自治州与普洱市、老挝北部。
- 傣痕，说傣痕语。人口10余万，主要分布于景棟。
- 傣阮，说兰纳语。在掸邦有5万，更多的傣阮生活在泰国北部（600万）和老挝以及西双版纳。

此外还有2.5万坎底傣（实皆省坎底县，坎底的意思是金地，也分布于阿萨姆与曼尼普尔）和少量傣允（绝大多数傣允分布在泰国北部與東北）。老撾北部也有他們，阿豪姆王国也与他们有关。他们在東枝，臘戍，景棟和大其力也有少数人定居。

## 歷史

泰人遷徙圖

傣泰民族與廣西壯族在語言上同源，推測早年的發源地在廣西，傣泰民族約於5世紀到10世紀遷入雲南南部、寮國泰國北部、緬甸北部一帶。緬甸人宣稱掸族在公元600年入侵緬北，掸族在12世紀時於緬北建立勐卯王國，後被消滅。他们主要是种水稻农民，總是生活在平地，掸族人口不是由地方面積而由水稻产量决定。

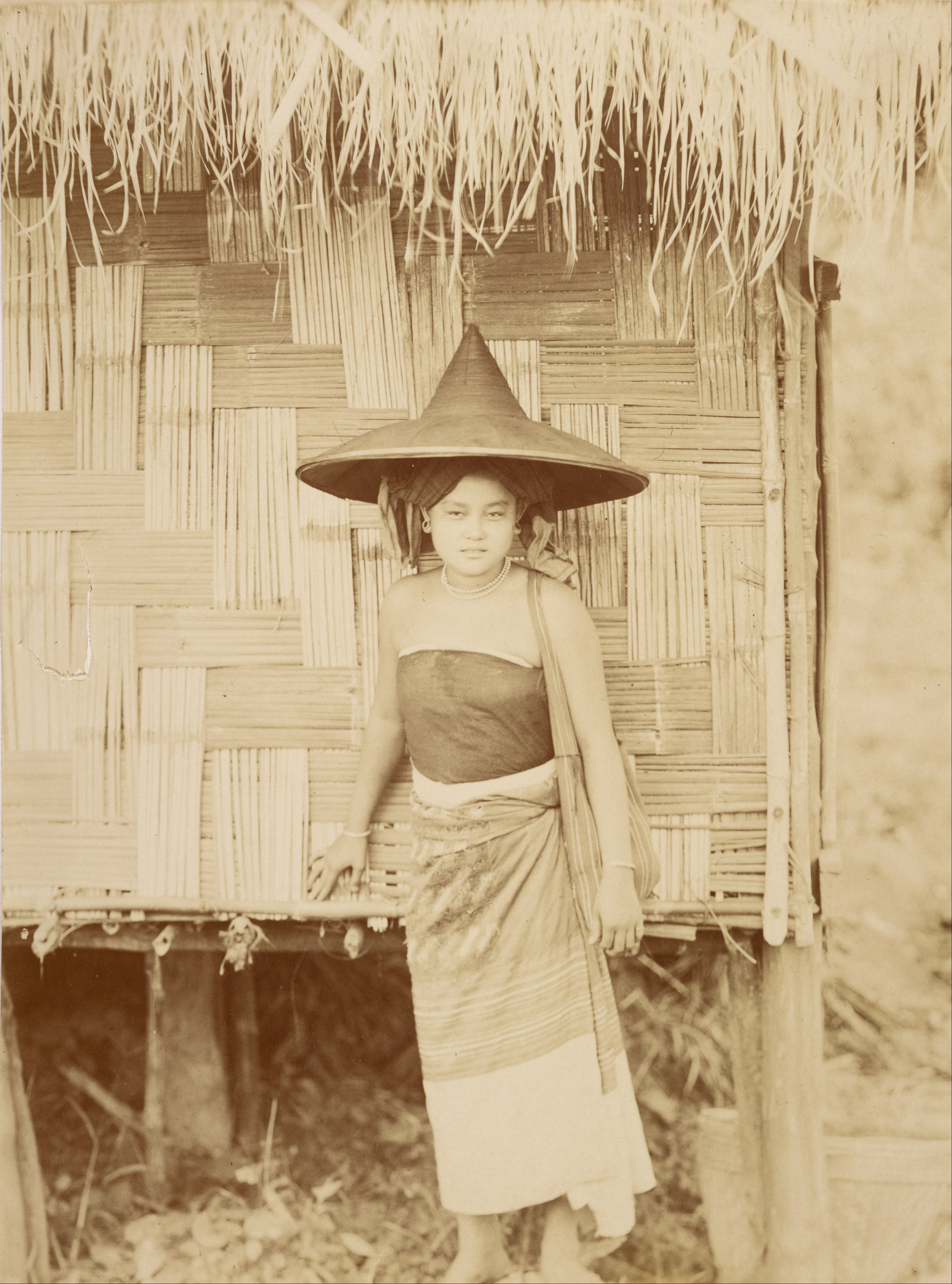
1889年的一名撣族女子

政治上分為平民與世襲的詔法。